# Lorenzo Musetti
Lorenzo Musetti (* 3. März 2002 in Carrara) ist ein italienischer Tennisspieler.

## Karriere
Lorenzo Musetti begann mit 4 Jahren Tennis zu spielen. Sein erstes ITF-Juniorenturnier konnte er im September 2016 in Tirana bei den National Sport Park Open U18 gewinnen. Im September 2018 erreichte er mit 16 Jahren als bis dato jüngster Italiener sein erstes Grand-Slam-Finale der Junioren bei den US Open, das er gegen Thiago Seyboth Wild verlor. Auch im Doppel hatte er das Halbfinale erreicht. Beim Saisonfinale, den ITF Junior Masters in Chengdu 2018, erreichte er Platz 5. In der Junior-Weltrangliste schloss er das Jahr auf Rang 4 ab. Beim ersten Grand-Slam-Turnier des Jahres 2019 in Melbourne konnte er im Junioreneinzel gegen Emilio Nava durch ein 14:12 im Tie-Break des entscheidenden dritten Satzes seinen ersten Titel feiern, wodurch er in der Rangliste im weiteren Jahresverlauf bis auf Platz 1 stieg.
Auch bei den Profis gelangen ihm schon bald erste Erfolge. Nachdem er erste Turniere auf der ITF Future Tour schon in den Vorjahren absolviert hatte, gelang ihm auf der höherdotierten ATP Challenger Tour im April 2019 in Biot sein erster Matcherfolg. Er wurde damit der erste im Jahr 2002 geborene Spieler, der ein Match bei einem Challenger-Turnier gewann. Im weiteren Jahresverlauf konnte er unter anderem in Mailand ein Challenger-Halbfinale sowie in St. Ulrich in Gröden ein Challenger-Viertelfinale erreichen und gewann zudem zwei Future-Turniere in der Türkei. Dadurch stieg er in der Weltrangliste bis zum Jahresende auf Position 360.
Im Januar 2020 bekam Musetti bei den Australian Open eine Wildcard für die Qualifikation, scheiterte jedoch in der dritten Qualifikationsrunde. Wenige Wochen später kam er in Dubai als Qualifikant zu seinem Debüt auf der ATP Tour. Er verlor jedoch in der ersten Runde gegen den an Position 6 gesetzten Andrei Rubljow. Im September 2020 erreichte er beim Masters-Turnier in Rom als Qualifikant das Achtelfinale und besiegte dabei unter anderem den an Position 10 gesetzten Stan Wawrinka. Wie schon zuvor auf der Challenger-Tour wurde er somit auch der erste im Jahr 2002 geborene Spieler, der ein Match auf ATP-Ebene gewinnen konnte. In der folgenden Woche gewann er in Forlì gegen Thiago Monteiro seinen ersten Challenger-Titel. In Sardinien erreichte er im Oktober 2020 erstmals das Halbfinale eines ATP-Turniers, wo er aufgrund einer Ellenbogenverletzung gegen den späteren Turniersieger Laslo Đere aufgeben musste. Durch diese Erfolge stieg Lorenzo Musetti in der Weltrangliste innerhalb weniger Wochen von Platz 249 bis auf Platz 123.
Zu Beginn des Jahres 2021 verpasste Musetti die Qualifikation für die Australian Open, er konnte jedoch in den folgenden Wochen in Antalya sowie in Biella zwei Challenger-Finals erreichen, die er beide verlor.
Im März 2021 erreichte Musetti nach erfolgreicher Qualifikation den Hauptbewerb des ATP-500-Turniers in Acapulco. Er musste sich dort erst im Halbfinale Stefanos Tsitsipas geschlagen geben, nachdem er davor gegen Grigor Dimitrow, Frances Tiafoe sowie Diego Schwartzman gewonnen hatte. In der Weltrangliste verbesserte er sich dadurch um 26 Plätze auf Rang 94.
Seinen größten Erfolg feierte Musetti mit dem Titelgewinn des ATP-500-Turniers in Hamburg 2022. Im Finale bezwang er Carlos Alcaraz in drei Sätzen und gewann zum ersten Mal ein Turnier auf der ATP-Tour.
Bei den Olympischen Spielen 2024 in Paris gewann Musetti die Bronzemedaille.

## Erfolge
| Legende (Anzahl der Siege)            |
| Grand Slam                            |
| ATP Finals Next Generation ATP Finals |
| ATP Tour Masters 1000                 |
| ATP Tour 500 (1)                      |
| ATP Tour 250 (1)                      |
| ATP Challenger Tour (2)               |

| ATP-Titel nach Belag |
| Hartplatz (1)        |
| Sand (1)             |
| Rasen (0)            |

### Einzel

#### Turniersiege

##### ATP World Tour
| Nr. | Datum            | Turnier | Belag     | Finalgegner       | Ergebnis       |
| --- | ---------------- | ------- | --------- | ----------------- | -------------- |
| 1.  | 24. Juli 2022    | Hamburg | Sand      | Carlos Alcaraz    | 6:4, 6:76, 6:4 |
| 2.  | 23. Oktober 2022 | Neapel  | Hartplatz | Matteo Berrettini | 7:65, 6:2      |

##### ATP Challenger Tour
| Nr. | Datum              | Turnier   | Belag | Finalgegner       | Ergebnis      |
| --- | ------------------ | --------- | ----- | ----------------- | ------------- |
| 1.  | 26. September 2020 | Forlì (1) | Sand  | Thiago Monteiro   | 7:62, 7:65    |
| 2.  | 5. Juni 2022       | Forlì (2) | Sand  | Francesco Passaro | 2:6, 6:3, 6:2 |

#### Finalteilnahmen
| Nr. | Datum              | Turnier     | Belag     | Finalgegner         | Ergebnis       |
| --- | ------------------ | ----------- | --------- | ------------------- | -------------- |
| 1.  | 23. Juni 2024      | London      | Rasen     | Tommy Paul          | 1:6, 6:78      |
| 2.  | 27. Juli 2024      | Umag        | Sand      | Francisco Cerúndolo | 6:2, 4:6, 6:75 |
| 3.  | 24. September 2024 | Chengdu     | Hartplatz | Shang Juncheng      | 6:74, 1:6      |
| 4.  | 13. April 2025     | Monte Carlo | Sand      | Carlos Alcaraz      | 6:3, 1:6, 0:6  |

### Doppel

#### Finalteilnahmen
| Nr. | Datum            | Turnier | Belag     | Partner        | Finalgegner                | Ergebnis          |
| --- | ---------------- | ------- | --------- | -------------- | -------------------------- | ----------------- |
| 1.  | 24. Februar 2024 | Doha    | Hartplatz | Lorenzo Sonego | Jamie Murray Michael Venus | 6:70, 6:2, [8:10] |

## Abschneiden bei Grand-Slam-Turnieren

### Herreneinzel
| Turnier         | 2020 | 2021 | 2022 | 2023 | 2024 | 2025 | Karriere |
| --------------- | ---- | ---- | ---- | ---- | ---- | ---- | -------- |
| Australian Open | Q3   | Q1   | 1    | 1    | 2    | 3    | 3        |
| French Open     | —    | AF   | 1    | AF   | 3    | HF   | HF       |
| Wimbledon       |      | 1    | 1    | 3    | HF   | 1    | HF       |
| US Open         | —    | 2    | 3    | 1    | 3    |      | 3        |

Zeichenerklärung: S = Turniersieg; F, HF, VF, AF = Einzug ins Finale / Halbfinale / Viertelfinale / Achtelfinale; 1, 2, 3 = Ausscheiden in der 1. / 2. / 3. Hauptrunde; Q1, Q2, Q3 = Ausscheiden in der 1. / 2. / 3. Qualifikationsrunde; nicht ausgetragen

### Herrendoppel
| Turnier         | 2021 | 2022 | Karriere |
| --------------- | ---- | ---- | -------- |
| Australian Open | —    | 1    | 1        |
| French Open     | 1    | —    | 1        |
| Wimbledon       | —    | 1    | 1        |
| US Open         | —    | 1    | 1        |

### Junioreneinzel
| Turnier         | 2018 | 2019 | Karriere |
| --------------- | ---- | ---- | -------- |
| Australian Open | 1    | S    | S        |
| French Open     | 1    | AF   | AF       |
| Wimbledon       | VF   | —    | VF       |
| US Open         | F    | —    | F        |

### Juniorendoppel
| Turnier         | 2018 | 2019 | Karriere |
| --------------- | ---- | ---- | -------- |
| Australian Open | 1    | HF   | HF       |
| French Open     | VF   | —    | VF       |
| Wimbledon       | AF   | —    | AF       |
| US Open         | HF   | —    | HF       |